# Krašić
Krašić est un village et une municipalité située dans le comitat de Zagreb, en Croatie. Au recensement de 2001, la municipalité comptait 3 199 habitants, dont 99,31 % de Croates et le village seul comptait 699 habitants.

## Géographie
Krašić est un village situé en Croatie centrale, près de Jastrebarsko et d'Ozalj, à environ 50 km au sud-ouest de Zagreb.

## Localités
La municipalité de Krašić compte 33 localités :
| - Barovka - Begovo Brdo Žumberačko - Brezarić - Brlenić - Bukovica Prekriška - Careva Draga - Čučići - Čunkova Draga - Dol - Donje Prekrižje - Gornje Prekrižje | - Hrženik - Hutin - Jezerine - Konjarić Vrh - Kostel Pribićki - Krašić - Krnežići - Krupače - Kučer - Kurpezova Gorica - Medven Draga | - Mirkopolje - Pećno - Pribić - Pribić Crkveni - Prvinci - Radina Gorica - Rude Pribićke - Staničići Žumberački - Strmac Pribićki - Svrževo - Vranjak Žumberački |

## Personnalités
- Alojzije Stepinac, cardinal